# Saša Petar
Saša Petar (Samobor, 1962.) hrvatski ekonomist i pisac.

## Životopis
Diplomirao je i magistrirao na Ekonomskom fakultetu u Zagrebu. Doktorirao je na Fakultetu prometnih znanosti u Zagrebu. Autor je brojnih znanstvenih i stručnih članaka. Piše blog za web izdanje Poslovnog savjetnika.
Knjiga "Tamna strana upravljanja ljudima" objavljena je 2007. godine i u audio obliku, kao prva "zvučna" poslovna knjiga u Hrvatskoj. Jedan je od poslovnih savjetnika i trenera koji su svoja znanja predstavili na prvom hrvatskom projektu obrazovnih DVD-a za poslovne ljude i studente "Moj pametni video". Voditelj je projekta Pametna špica (www.pametnaspica.hr).
Predavač je na Sveučilištu Sjever, Politehnici Pula i Veleučilištu VERN'. Gostovao je kao predavač na Ekonomskom fakultetu i Fakultetu prometnih znanosti u Zagrebu.

## Knjige
- "Tajna nestalog kupca 2.0” (2019.)
- “Kako uspjeti zahvaljujući pogreškama” (2018.)
- ”Moć uspješne prezentacije" (2017.)
- "PRODANO!" (2016.)
- "Sastankom do cilja" (2013.)
- "Emocionalno poslovanje" (2013.)
- "Inteligencija poslovne promjene" (2013.)
- "Sanjaju li menadžeri otpuštene radnike" (2010.)
- "Tajna nestalog kupca" (2010.)
- "Menadžer na putu, sigurnost na cesti" (2009.)
- "Obračun u sobi za sastanke" (2009.)
- "Upravljanje poslovnim promjenama" (2009.)
- "Menadžer na rubu živčanog sloma" (2009.)
- "Sigurnost na službenom putu" (2009.)
- "Kako preživjeti sajam" (2009.)
- "Jeste li još uvijek sigurni da ste sigurni?" (2008.)
- "Tamna strana upravljanja ljudima" (2005.)
- "Ljudska strana upravljanja ljudima" (2004.)
- "Kako se uspješno prodati" (2003.)
- "Jeste li sigurni da ste sigurni?" (2003.)
- "Pregovarajte s crnim vragom i zadržite bijela krila" (2001.)
- "Kako prodati snijeg Eskimima" (2000].)
- "Recite to jasno i glasno" (1999.)
- "Uvod u upravljanje kvalitetom - ISO 9000" (1996.)
- "Transfer tehnologije i tehnološki parkovi" (1996.)
- "Uvod u golf" (1995.)

- "Management i poduzetništvo" (1994.)

Neke od knjiga prevedene su i objavljene na slovenskom i srpskom jeziku.